# Eustomias bibulboides
Eustomias bibulboides is een straalvinnige vissensoort uit de familie van Stomiidae. De wetenschappelijke naam van de soort is voor het eerst geldig gepubliceerd in 1983 door Gibbs, Clarke & Gomon.